# Mel Stewart
Milton (Mel) Stewart (Cleveland (Ohio), 19 september 1929 - Pacifica (Californië), 24 februari 2002) was een Amerikaans acteur.
Stewart speelde onder anderen Henry Jefferson in All in the Family en Billy Melrose in Scarecrow and Mrs. King. Ook was hij te zien als Marvin Decker in de serie Tabitha. De serie was een spin-off van de succesvolle reeks Bewitched.
Verder speelde Stewart vele gastrollen in televisieseries, waaronder in Sanford and Son, Little House on the Prairie, The Love Boat en Cheers.
Van 1 juli 1976 tot aan zijn dood door de ziekte van Alzheimer in 2002 was hij getrouwd met Annie Dong. Het stel kreeg 1 dochter: Alia Dong-Stewart. Stewart overleed op 72-jarige leeftijd.
Hij gaf acteerlessen in San Francisco (Danny Glover was een van zijn studenten).

## Filmografie
- Baywatch televisieserie - Kapitein Mel Dawson (Afl., Coronado del South: Part 1 & 2, 1994)
- Made in America (1993) - Principal Rockwell
- In the Heat of the Night televisieserie - Calvin Peterson (Afl., Brotherly Love: Part 1 & 2, Lessons Learned, 1990)
- Bride of Re-Animator (1990) - Dr. Graves
- Martians Go Home (1990) - Judge
- The Golden Girls televisieserie - Judge (Afl., Love Under the Big Top, 1989)
- Matlock televisieserie - Sgt. Lou Marshall (Afl., The Mayor: Part 1 & 2, 1989)
- 227 televisieserie - Jack McGee (Afl., The Real Decoys, 1989)
- Dead Heat (1988) - Kapitein Mayberry
- Frank's Place televisieserie - Ben Coleman (Afl., Cultural exchange, 1988)
- Scarecrow and Mrs. King televisieserie - Billy Melrose (88 afl., 1983-1987)
- Amen televisieserie - Brother Clark (Afl., California Dreaming, 1987)
- Booker (televisiefilm, 1984) - Reverend Rice
- The Outlaws (televisiefilm, 1984) - Detective Lou Franklin
- Cheers televisieserie - Man (Niet op aftitelig, afl., Coach Buries a Grudge, 1984)
- The Love Boat televisieserie - Rol onbekend (Afl., Putting on the Dogs/Going to the Dogs/Women's Best Friend/Whose Dog Is It Anyway, 1983)
- The Invisible Woman (televisiefilm, 1983) - Security Guard
- The Kid with the 200 I.Q. (televisiefilm, 1983) - Debs
- Scarecrow and Mrs. King (televisiefilm, 1983) - Billy Melrose
- Mr. Merlin televisieserie - Rol onbekend (Afl., Alex Goes Popless, 1982)
- Whose Life Is It Anyway? (1981) - Dr. Barr
- The Greatest American Hero televisieserie - Sherman (Afl., Saturday Night on Sunset Boulevard, 1981)
- Little House on the Prairie televisieserie - Hertzell Lundy (Afl., Make a Joyful Noise, 1981)
- Freebie and the Bean televisieserie - Rodney 'Axle' Blake (Afl. onbekend, 1980-1981)
- Baby Comes Home (televisiefilm, 1980) - Mr. Adams
- Stone televisieserie - Rol onbekend (Afl., But Can She Type?, Case Number HM-89428, Homicide, 1980)
- The Love Boat televisieserie - Charles, Isaacs oom (Afl., Tell Her She's Great/Matchmaker, Matchmaker Times Two/The Baby Alarm, 1980)
- Marriage Is Alive and Well (televisiefilm, 1980) - Judge Elton Sheffield
- Soap televisieserie - Walter Coleman (Episode 3.14, 1980)
- The Love Boat televisieserie - Charles, Isaac's Uncle (Afl., Tell Her She's Great/Matchmaker, Matchmaker Times Two/The Baby Alarm, 1980)
- One in a Million televisieserie - Raymond Simmons (Afl. onbekend, 1980)
- The Death of Ocean View Park (televisiefilm, 1979) - Herman Reece
- Benson televisieserie - Loromo (Afl., The President's Double, 1979)
- Good Ol' Boys (televisiefilm, 1979) - Isaac
- Roots: The Next Generations (Mini-serie, 1979) - Dr. Crawford
- Stone (televisiefilm, 1979) - Kapitein Patchett
- Ring of Passion (televisiefilm, 1978) - Julian Black
- Tabitha televisieserie - Marvin Decker (11 afl., 1976-1978)
- The Last Hurrah (televisiefilm, 1977) - Herb Ripley
- Sanford and Son televisieserie - Clarence (Afl., Fred the Activist, 1977)
- What's Happening!! televisieserie - Spike Gibbs (Afl., The Hospital Stay, 1977)
- On the Rocks televisieserie - Mr. Gibson (Afl. onbekend, 1975-1976)
- Let's Do It Again (1975) - Ellison
- Police Story televisieserie - Sergeant Waters (Afl., A Community of Victims, 1975)
- That's My Mama televisieserie - Laforche (Afl., Business Is Business, 1975)
- The Last Survivors (televisiefilm, 1975) - Sid Douglas
- Harry O televisieserie - Arvin Granger (Afl., Such Dust as Dreams Are Made On, 1973|Elegy for a Cop, 1975)
- The Rockford Files televisieserie - Police Lieutenant (Afl., Charlie Harris at Large, 1975)
- Marcus Welby, M.D. televisieserie - Rol onbekend (Afl., The Resident, 1974)
- Punch and Jody (televisiefilm, 1974) - Woody
- Harry O televisieserie - Roy Bardello (Afl., Gertrude, Ballinger's Choice, 1974)
- Lucas Tanner televisieserie - Mr. Browder (Afl., Look the Other Way, 1974)
- Good Times televisieserie - Davis (Afl., J.J. Becomes a Man: Part 2, 1974)
- Newman's Law (1974) - Quist
- Toma televisieserie - George Sawtelle (Afl., A Funeral for Max Berlin, 1974)
- All in the Family televisieserie - Henry Jefferson (8 afl., 1971-1973)
- Kid Blue (1973) - Neger
- Scorpio (1973) - Pick
- The Bob Newhart Show televisieserie - Mr. Dabney (Afl., Not with My Sister You Don't, 1973)
- Steelyard Blues (1973) - Black Man in Jail
- Trick Baby (1973) - Blue Howard
- Roll Out televisieserie - Sgt. B.J. Bryant (1973-1974)
- The Bold Ones: The New Doctors televisieserie - Rol onbekend (Afl., A Substitute Womb, 1972)
- Hammer (1972) - Professor
- Cry Uncle (1971) - Lt. Fowler
- The Landlord (1970) - Professor Duboise
- Marcus Welby, M.D. televisieserie - Sam Kincaid (Afl., The Soft Phrase of Peace, 1970)
- That Girl televisieserie - Dal (Afl., Shake Hands and Come Out Acting, 1969)
- Deadlock (televisiefilm, 1969)
- Turn-On televisieserie - Rol onbekend (Episode 1.1, 1969)
- The Smothers Brothers Comedy Hour televisieserie - Mr. Harris (Episode 3.13, 1969)
- Petulia (1968) - Store Cashier (Niet op aftiteling)
- Funnyman (1967) - Phil
- Nothing But a Man (1964) - Riddick
- The Nurses televisieserie - Grand Jury Foreman (Afl., The Love of a Smart Operator, 1964)
- The Cool World (1964) - Oplichter
- East Side/West Side televisieserie - Rol onbekend (Afl., Not Bad for Openers, 1963)
- Play of the Week televisieserie - Jesse P. Simple (Afl., Simply Heavenly, 1959)
- Odds Against Tomorrow (1959) - Liftbediende in hotel Juno (Niet op aftiteling)

- International Standard Name Identifier: 0000 0000 5219 9497
- Library of Congress Control Number: n85322448
- Nationale Bibliotheek van Israël: 987007367479705171
- Virtual International Authority File: 4615832
- WorldCat: E39PBJB4btD8FqyGJBCGq3BgKd